# مارتیروس (کاشاتاق)
مارتیروس (ارمنی: Մարտիրոս؛ ترکی آذربایجانی: Arduşlu) یک منطقهٔ مسکونی در جمهوری آرتساخ است که در استان کاشاتاق واقع شده‌است